# Nombre primer de Pillai
En teoria de nombres, un nombre primer de Pillai és un nombre primer p pel qual existeix un nombre natural n>0 tal que el factorial de n és un nombre menys que un múltiple de p, però el nombre primer no és un nombre més que un múltiple de n. Expressat algebraicament:
{\displaystyle n!\equiv -1\mod p},
però:
{\displaystyle p\not \equiv 1\mod n}
Els primers nombres primers de Pillai són:
23, 29, 59, 61, 67, 71, 79, 83, 109, 137, 139, 149, 193, ...
Els nombres primers de Pillai reben el nom del matemàtic indi Subbayya Sivasankaranarayana Pillai, que va ser el primer a preguntar sobre aquests nombres. La seva infinitud ha estat demostrada en diverses ocasions, per Subbarao, Erdős i Hardy.